# Font de Carme
La Font de Carme és una font del terme municipal de Castell de Mur, en territori de la vila de Guàrdia de Noguera, de l'antic municipi de Guàrdia de Tremp, al Pallars Jussà.
És a 543 msnm, a la dreta del barranc de Mur, al sud-oest de la Solana del Castell, al nord de Guàrdia de Noguera.